# Bostadsbrist

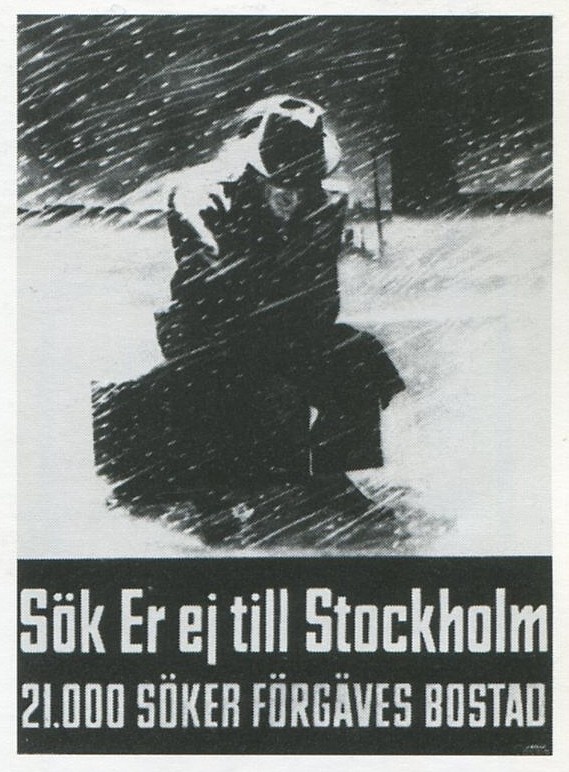
En efterkrigsaffisch som varnar för bostadsbristen i Stockholm (1946).

Bostadsbrist är brist på bostäder, det vill säga en tillgång som understiger efterfrågan. Bostadsbrist kan leda till trångboddhet eller hemlöshet och kan i en marknadsekonomi förväntas leda till stigande hyror eller fastighetspriser och till ökat byggande.
Bostadsbrist kan orsakas av reglering, illa satta avgifter och illa utformade skatter på bostadstransaktioner. Brist på hyresrätter kan orsakas av hyresreglering som orsakar ett efterfrågeöverskott (= efterfrågad kvantitet – utbjuden kvantitet hyresrätter vid rådande hyresnivå).
I samhällsdebatten om bostadsbrist blandas argument baserade på fakta med ideologiska preferenser. Fakta kan vara motsägelsefulla och tvetydiga och det förekommer alternativa tolkningar av fakta. Det kan resultera i en infekterad debatt där det är svårt att nå konsensus.